# Гилам (Манитоба)
Гилам (енгл. Gillam) је малена варош и истоимена општина на крајњем северу канадске провинције Манитоба и део је географско-статистичке регије Север. Варошица лежи на обалама реке Нелсон, између града Томпсона на западу и вароши Черчил на северу. Административно подручје вароши обухвата територију од 1.996,34 км² што чини Гилам 12. највећим насељем на целој територији Канаде.

Према резултатима пописа становништва из 2011. у варошици је живео 1.281 становник у укупно 553 домаћинства, што је за 6% више у односу на 1.209 житеља колико је регистровано
приликом пописа 2006. године.

Најважнија привредна делатност у општини и у варошици је енергетика, а на њеној територији се налазе три највеће хидроелектране у Манитоби (Кетл, Лонг Спрус и Лајмстоун). Већина радно активне снаге је запослена управо у енергетском сектору.
Иако Гилам има службени статус вароши највећи део његове територије је рурално подручје које је у највећој мери ненасељено и обрасло густим боровим шумама. По површини територије Гилам се убраја међу четири територијално највеће општине на подручју Манитобе (уз Лиф Рапидс, Сноу Лејк и Лин Лејк).

## Становништво
| 1996. | 2001. | 2006. | 2011. | 2016. |
| ----- | ----- | ----- | ----- | ----- |
| 1.534 | 1.178 | 1.209 | 1.317 | 1.265 |